# Стриджо, Алессандро (старший)
Алессандро Стри́джо (итал. Alessandro Striggio; ок. 1536—1537 или 1540 год, Мантуя — 29 февраля 1592 года, там же) — итальянский композитор, автор мадригалов и мадригальных комедий. 

## Биография
Алессандро Стриджо-старший родился в Мантуе, очевидно, в аристократической семье. Сохранилось мало документов относительно его детства, но наверняка в молодости он должен переехать во Флоренцию, где, начиная по крайней мере с 1560 года, был в тесной связи с фамилией Медичи. Об этом свидетельствует тот факт, что именно от Медичи в 1567 году он был послан в Англию с дипломатической миссией. В шестидесятые годы XVI века Стриджо сочинял многочисленные интермедии для Медичи по случаю свадеб, визитов и других статусных событий. В дальнейшем в последние годы Козимо и при новом великом герцоге Франческо интерес Медичи к музыке уменьшился, и, возможно, поэтому Стриджо искал контактов вне Флоренции. Тем временем его слава преодолела Альпы, и в 1568 году он был приглашён в Мюнхен для исполнения его мотета на 40 голосов «Ecce beatam lucem» по случаю бракосочетания герцога Альбрехта IV Баварского.
Около 1570 года он стал другом Винченцо Галилея, отца астронома и члена Флорентийской камераты; был ли сам Стриджо членом камераты, неизвестно.
В июле 1584 года был приглашён в Феррару герцогом Альфонсо II д’Эсте. Из переписки видно, что Стриджо решил принять приглашение герцога, чтобы иметь возможность послушать Concerto di donne di Ferrara ("Концерт феррарских дам"). Феррара была одним из передовых центров музыки того времени. К сожалению, ни одной композиции, о которых говорилось в корреспонденции, до наших дней не сохранилось.
В 1586 году Стриджо переехал в Мантую, где оставался до конца жизни, хотя и находился в тесном контакте с Медичи, сочиняя для них музыку крайней мере до 1589 года.
Его сын Алессандро, поэт, известен как автор либретто «Орфея» Монтеверди.

## Придворный музыкант
Стриджо был очень известным гамбистом. Участвовал в исполнении написанных им интермедий в 1565 и 1589 годах на разных инструментах семейства виол.

## Музыка и стиль
Стриджо писал как церковную, так и светскую музыку; до нашего времени сохранились только вокальные произведения (иногда с инструментальным сопровождением). Опубликовал семь книг мадригалов, в том числе две редакции мадригальной комедии «Женские сплетни в прачечной» («Il cicalamento delle donne al bucato et la caccia»). 15 мадригалов, составляющих «Cicalamento», рассказывают сюжет только словами и музыкой без какого-либо сценического действия (нет сценических ремарок), таким образом, она мало чем отличается от популярных во времена Стриджо интермедий. 
Одним из его величайших произведений, как и одним из величайших достижений ренессансной полифонии, является мотет Ecce beatam lucem для четырёх хоров (40 голосов) и continuo, очевидно, созданный в Мюнхене в 1568 году. Существуют также данные, что эта композиция (или месса Стриджо на 40-60 голосов) была выполнена во время его дипломатического визита в Лондон в 1567 году. Вероятно, в этом исполнении участвовал Томас Таллис, который был поражён им, а возможно — сподвигнут произведением Стриджо на создание своего знаменитого 40-голосого Spem in alium, которое он написал вскоре после того по поручению Роберта Дадли, графа Лестера, для королевы Елизаветы I. В отличие от Таллиса, Стриджо специально указывает, чтобы голоса были удвоены инструментами; в баварском исполнении 1568 года использовалось восемь флейт, восемь виол, восемь тромбонов, клавесин и басовая лютня. Мотет является полихоральной композицией для четырёх хоров, которые были пространственно разделены и состояли последовательно из шестнадцати, десяти, восьми и шести голосов.
Работой ещё большего масштаба, долго считавшейся утраченной, является месса Стриджо на сорок и финалом Agnus Dei на шестьдесят голосов. Произведение недавно было найдено берклийским музыковедом Дэвидом Морони и идентифицировано как пародийная месса, Missa sopra Ecco sì beato giorno. Скорее всего, произведение было написано в 1565-6 годах и поздней зимой или весной 1567 года увезен Стриджо через Европу, чтобы исполнить его в Мантуе, Мюнхене и Париже. Первое современное исполнение мессы было осуществлено 17 июля 2007 года в Альберт-холле во время лондонских Променадных концертов певцами BBC и вокального ансамбля Tallis Scholars под руководством Морони. Первый коммерческий концерт мессы был осуществлён британским вокальным ансамблем I Fagiolini (дирижёр Роберт Холлингворт) на лейбле Decca в марте 2011 года и выиграл Gramophone Award и Diapason D’Or de L’Année французского журнала Diapason, а также опередил альбомы Эминема, Бон Джови и Джорджа Харрисона в британском чарте поп-музыки. Вторая запись была сделана в 2012 году под руководством Эрве Нике и при обработке Доменика Висса.
Стриджо был очень влиятельным композитором, о чём можно судить по широкому распространению его музыки в Европе в конце XVI века. Особенно широкое влияние он имел в Англии; возможно, это было отчасти связано с его визитом 1567 года, возможно — также с деятельностью Альфонсо Феррабоско, итальянского мадригалиста, который большую часть своей жизни провёл в Англии, популяризируя там итальянский музыкальный стиль.

## Некоторые произведения
- Мотет Ecce beatam lucem на 40 голосов.
- Месса на Вот такой блаженный день (Missa sopra Ecco sì beato giorno,) на 40-60 голосов.
- Первая книга мадригалов (Il primo libro di madrigali), 5 voll., 1558, утрачена.
- Первая книга мадригалов (Il primo libro di madrigali), 6 voll., 1560.
- Il cicalamento delle donne al bucato et La caccia, 1567.
- Вторая книга мадригалов (Il secondo libro di madrigali), 5 voll., 1570.
- Третья книга мадригалов (Il terzo libro di madrigali), 5 voll., 1596.
- Четвёртая книга мадригалов (Il quarto libro di madrigali), 5 voll., 1596.
- Пятая книга мадригалов (Il quinto libro di madrigali), 5 voll., 1597.